# Albert Delvaux
Albert Delvaux (født 31. maj 1913 i Louvain, Belgien, død 16. maj 2007) var en belgisk komponist, professor, dirigent, lærer og cellist.
Delvaux studerede på Konservatoriet i Louvain og det Kongelige Musikkonservatorium i Liege.
Han vandt mange priser for sin musik og sit cellospil, men blev mest kendt for sin prisvindende Sinfonia Burlesca (1961), som er hans første symfoni af i alt fire.
Han var inspireret af bl.a. Claude Debussy, Maurice Ravel og Olivier Messiaen.
Han har skrevet orkesterværker, Kammermusik til kor og vokalværker.

## Udvalgte værker
- Symfoni nr. 1 "Burlesk" (1961) - for orkester
- Symfoni nr. 2  (1969) - for orkester
- Symfoni nr. 3  (1986) - for orkester
- Symfoni nr. 4  (1990) - for orkester
- Cellokoncert (1984) - for cello og orkester
- Violinkoncert (1961) - for violin og orkester
- "Symfonisk studie nr. 1" (1942) - for orkester
- Sinfonietta (1952) - for orkester